# I cosacchi (film 1960)
I cosacchi è un film del 1960 diretto da Giorgio Rivalta e Viktor Turžanskij.

## Trama
Shamil è determinato a partire per la guerra per la libertà del suo popolo, mentre suo figlio si trova tra le vecchie fedeltà familiari e la consapevolezza che la nazione del padre necessita di pace.

## Produzione
Gli esterni furono girati in Jugoslavia; alle scene di battaglia ha collaborato un'unità dell'Armata Popolare Jugoslava. Gli interni sono stati girati negli stabilimenti di Cinecittà.